# Пиньейру (Каштру-Дайри)
Пинье́йру (порт. Pinheiro) — район (фрегезия) в Португалии, входит в округ Визеу. Является составной частью муниципалитета Каштру-Дайри. Находится в составе крупной городской агломерации Большое Визеу. По старому административному делению входил в провинцию Бейра-Алта. Входит в экономико-статистический субрегион Дан-Лафойнш, который входит в Центральный регион. Население составляет 868 человек на 2001 год. Занимает площадь 19,03 км².
Покровителем района считается Святой Иоанн (порт. S.João).